# La Tribune des Offices
La Tribune des Offices est le titre d'un tableau commissionné par la reine Charlotte à Johann Zoffany en 1772 et terminé en 1778 à Florence. Il est conservé à la Royal Collection du château de Windsor.

## Composition
Ce tableau, une peinture à l'huile sur toile de  123,5 × 154,9 cm, représente la face nord-est de la Tribune des Offices du palais des Offices de Florence, lieu d'exposition privilégié des meilleures œuvres détenues par les Médicis en leur temps. 
Johann Zoffany en fait varier néanmoins l'arrangement des œuvres et en montre certaines qui n'y étaient pas exposées comme la Madonna della seggiola de  Raphaël ou la Vénus d'Urbin du Titien. Il montre en particulier les œuvres antiques, celles de l'école bolonaise de la Renaissance, de Rubens.
Le tour de force de Zoffany reste que toutes les œuvres présentes sur le tableau sont reconnaissables et en constituent des copies acceptables, même incluses dans ce tableau général.
Les personnages qui admirent les œuvres sont reconnaissables parmi les connaisseurs (dilettanti), les diplomates et  les visiteurs de Florence de l'époque du Grand Tour, 
avec, en particulier, et au premier plan au centre droit, un amateur présentant la Vénus d'Urbin à ses amis. Plusieurs groupes se forment devant certaines œuvres (un devant Cupidon, Psyché et un satyre avec des cimbales, un autre devant la Vénus médicis...) et on dénote un foisonnement d'œuvres antiques (Chimère d'Arezzo à gauche).
Le tableau peut être rattaché au genre des cabinets d'art.